# Nunton House
Nunton House ist ein ehemaliges Herrenhaus auf der schottischen Hebrideninsel Benbecula. 1971 wurde das Gebäude als 1–3 Nunton in die schottischen Denkmallisten in der Kategorie B aufgenommen. Der zugehörige Gutshof ist separat als Kategorie-B-Bauwerk klassifiziert.

## Geschichte
Der Clan Ranald herrschte seit dem Spätmittelalter über die südlichen Inseln der Äußeren Hebriden. In den frühen 1700er Jahren ließ der Clan Ormiclate Castle auf South Uist als Sitz errichten. 1715 verheerte ein Brand die Burg, die seitdem als Ruine darliegt. Die Clanranalds verzichteten auf einen Wiederaufbau und ließen stattdessen Nunton House als neuen Lairds-Sitz einrichten. Einer Überlieferung zufolge verwendeten sie hierbei das Steinmaterial eines alten Nonnenklosters (siehe: St Mary’s Chapel) wieder. Da bereits 1659 ein Gebäude am Standort erwähnt wurde, handelte es sich möglicherweise nur um eine substantielle Erweiterung. 1795 ist die Nutzung als Sitz des Faktors des Clanranald für die Kelpindustrie auf Benbecula, John Butter, verzeichnet. 1815 wurde das Gebäude erweitert. Im selben Jahr übernahm Duncan Shaw als Faktor, mit dessen Wirken zahlreiche Veränderungen auf der Insel einhergingen, darunter die Vertreibung von Teilen der Inselbevölkerung, um Flächen für die Schafzucht zu gewinnen.
1838 veräußerte der Clanranald Teile ihrer Besitztümer und Benbecula ging an John Gordon of Cluny über, der von dort aus seine Betriebe auf der Insel koordinieren ließ. Nach Gordons Ableben pachteten verschiedene Landwirte das Anwesen. Der letzte von ihnen war James MacLean, der dort bis 1923 lebte. Das Gebäude sowie die Ländereien wurden sodann in drei Crofts untergliedert und weiter bewirtschaftet. Einher ging die Untergliederung in drei Wohneinheiten. Der Haupttrakt von Nunton House beherbergt heute das Nunton House Hostel.

## Beschreibung
Nunton House steht abseits der B892 in dem Weiler Nunton an der Chulla Bay an der Westküste Benbeculas. Vermutlich handelte es sich ursprünglich um ein Herrenhaus mit L-förmigem Grundriss, das sukzessive erweitert wurde. Bei dem straßenseitigen Westtrakt handelt es sich vermutlich um die Erweiterung aus dem Jahre 1815. Entlang der Nordseite befinden sich zwei ehemals milchwirtschaftliche Gebäude mit quadratischen Grundrissen und abschließenden Pyramidendächern. Das Feldsteinmauerwerk von Nunton House ist mit Harl verputzt. In die Fassaden sind im Wesentlichen zwölfteilige Sprossenfenster eingelassen. Die unregelmäßig aufgebauten Gebäude schließen mit schiefergedeckten Dächern mit firstständigen Kaminen. Architektonisch weist Nunton House Parallelen zu Monkstadt House auf Skye auf.
1793 wurde der umfriedete Garten von Nunton House beschrieben. Dort waren witterungsgeschützt Wilder Wein, Apfel-, Birnen- und Pflaumenbäume sowie Johannis- und Stachelbeersträucher angepflanzt.

## Gutshof
Der ehemalige Gutshof befindet sich an der gegenüberliegenden Straßenseite rund 150 Meter nördlich von Nunton House. Er stammt aus dem mittleren 19. Jahrhundert. Der Komplex besteht aus drei länglichen Gebäudeteilen, die U-förmig angeordnet einen nach Südosten geöffneten Innenhof umschließen. Ihr Mauerwerk ist aus Feldstein aufgemauert und mit Harl verputzt. Die abschließenden Satteldächer sind schiefergedeckt. Auf dem Südgiebel sitzt ein kleiner Dachreiter mit Geläut.